# Mort, Elvis, Einstein
Das „Mort, Elvis, Einstein“-Paradigma ist eine Erfindung von Microsoft. Es wurde geschaffen, um Software-Entwicklungswerkzeuge, insbesondere das Visual Studio entsprechend den angenommenen Anforderungen aus der Softwarebranche zu designen. Sie basiert auf der Idee der Personas. Das Konzept geht dabei von der Idee aus, dass viele Softwareentwickler wenig, einige einiges und nur sehr wenige sehr viel von den bereitgestellten Möglichkeiten einer IDE nutzen, woraus folgt, dass – vor allem im marktwirtschaftlichen Sinn – Mort die wichtigste Zielgruppe darstellt.
Die folgenden Darstellungen der drei Personas sind stereotyp.

## Mort
Mort ist ein opportunistischer Programmierer, der eine gegebene Aufgabe schnell und mit geringem Aufwand erledigen will, ohne sich zu sehr mit technischen Details der Entwicklungswerkzeuge und Programmierschnittstellen befassen zu müssen. Er lernt neue Technologien erst dann, wenn er sie benötigt.

## Elvis
Elvis ist ein pragmatischer Programmierer. Er hat fundierte Programmierkenntnisse und erstellt langlebige Lösungen für gegebene Probleme. Neue Technologien erlernt er während der Benutzung (Learning by doing). Er bevorzugt komplexe Entwicklungswerkzeuge, die viele Hilfsfunktionen bieten und die er nach seinen Wünschen anpassen kann.

## Einstein
Einstein ist ein „paranoider“ Programmierer mit sehr guten Programmierkenntnissen, der bestrebt ist, zu jedem Problem die optimale Lösung zu erstellen. Bevor er mit dem Programmieren beginnt, liest er technische Dokumentationen und Handbücher. Er interessiert sich für die internen Details der Entwicklungswerkzeuge und Programmierschnittstellen und ist diesen manchmal auch skeptisch gegenüber, was ihn dazu verleiten kann, die bereits bestehende, ihm aber nicht genügende Lösung neu zu entwickeln.

## Hintergründe
Jeff Atwood, Uncle Bob (aka. Robert C. Martin) und andere griffen die Metapher auf, womit sie unabsichtlich die Gemeinde der Softwareentwickler in Kategorien spalteten, meist in die, die Programmieren als Broterwerb ansehen, und in die, die dasselbe Metier als heiligen Gral betrachten. Zahlreiche Flamewars waren die Folge, obgleich die initialen Autoren sich häufig bemühten, das Streitpotenzial zu dämpfen.